# Kulinka
 Kulinka  (ukr. Кулинка) – wieś na Ukrainie, w  obwodzie iwanofrankiwskim, w rejonie kałuskim.